# 벨리즈의 국기

벨리즈의 국기 비율 3:5

벨리즈의 국기는 1981년 9월 21일에 제정되었으며, 현재의 기는 2019년에 수정되었다. 두 줄로 되어 있는 좁은 빨간색 띠 사이로 커다란 파란색 직사각형이 그려져 있으며, 파란색 직사각형 안에는 하얀색 원 안에 50개의 마호가니 잎에 둘러싸여 있는 벨리즈의 국장이 그려져 있다.
두 줄로 되어 있는 빨간색 띠는 벨리즈의 독립과 자주를, 파랑은 카리브해를, 하얀색은 평화를, 50개의 마호가니 잎은 벨리즈의 옛 이름이었던 영국령 온두라스가 독립 운동을 시작한 해인 1950년을 의미한다. 문장 안에 있는 두 사람은 메스티소와 크리올 두 인종의 상부상조와 근면을 상징하고 나라를 이끄는 주역임을 뜻한다.

## 색상
| 색상 | 빨강                | 파랑                | 하양                  |
| ---- | ------------------- | ------------------- | --------------------- |
| RGB  | 217–15–25 (#D90F19) | 23–22–150 (#171696) | 255–255–255 (#FFFFFF) |

## 과거의 기

영국령 온두라스의 기 (1870년 ~ 1919년)
영국령 온두라스의 기 (1919년 ~ 1981년)
벨리즈의 비공식 기[벨리즈의 독립운동] (1950년 ~ 1981년)
벨리즈의 국기 (1981년 ~ 2019년)